# Varana, Plevna
Varana (în bulgară Варана) este un sat în comuna Levski, regiunea Plevna,  Bulgaria. 

## Demografie
Componența etnică a satului Varana
     Bulgari (98,46%)
     Nicio identificare (1,53%)
     Altele (0%)
La recensământul din 2011, populația satului Varana era de 65 locuitori. Din punct de vedere etnic, majoritatea locuitorilor (98,46%) erau bulgari. Pentru 1,53% din locuitori nu este cunoscută apartenența etnică.